# Cockcroft
Cockcroft je priimek več znanih oseb:
- John Douglas Cockcroft (1897—1967), angleški fizik, nobelovec.
- George Cockcroft
- Colin Cockcroft, južnoafriški vojaški poveljnik